# غلادبيك
غلادبيك (بالألمانية: Gladbeck) وهي مدينة في ألمانيا في وسط ولاية شمال الراين-وستفاليا معنى اسمها كسر ناعم باللغة الألمانية يبلغ عدد سكان هذه المدينة 74000 نسمة تقع هذه المدينة في حوض الرور، تعتبر هذه المدينة من المدن القديمة في ألمانيا وتقع هذه المدينة بالقرب من مدينة إيسن.

## توأمة
لغلادبيك اتفاقيات توأمة مع كل من:
- ألانيا
- فوشون (1988 - )
- مارك إن برول
- Schwechat [الإنجليزية]‏
- Wandlitz [الإنجليزية]‏
- فوجسواف شلانسكي [الإنجليزية]‏

## أعلام
- هاينز ويورس
- ارمين رود
- هارالد دايلمان
- كارولين ماسون
- ويلي كايسر
- فريدريش شيلينغ
- سيغفريد بونيغهاوزن